# Megalebias elongatus
 Megalebias elongatus  és un peix de la família dels rivúlids i de l'ordre dels ciprinodontiformes que es troba a Sud-amèrica: Argentina.
Els mascles poden assolir els 22 cm de longitud total.